# Wolfgang Nordwig
Wolfgang Nordwig (República Democrática Alemana, 27 de agosto de 1943) es un atleta alemán retirado, especializado en la prueba de salto con pértiga en la que llegó a ser campeón olímpico en 1972.

## Carrera deportiva
En el Campeonato Europeo de Atletismo en Pista Cubierta de 1971 ganó el oro en salto con pértiga, con un salto por encima de 5.40 metros, superando al sueco Kjell Isaksson (plata con 5.35 metros).
En los JJ. OO. de Múnich 1972 ganó la medalla de oro en el salto con pértiga, saltando por encima de 5.50 metros que fue récord olímpico, superando a los estadounidenses Robert Seagren (plata con 5.40 metros) y  Jan Johnson  (bronce con 5.35 m).